# گیتاراس کرپیکاس
گیتاراس کرپیکاس (انگلیسی: Gintaras Krapikas؛ زادهٔ ۶ ژوئیهٔ ۱۹۶۱) بازیکن بسکتبال اهل لیتوانی است.
وی در مسابقات کشوری و بین‌المللی در مجموع برندهٔ ۳ مدال نقره، ۱ مدال برنز شده‌است.